# Порер
Порер је ненасељено острвце са светиоником у хрватском делу Јадранског мора у акваторији општине Медулин.

## Географија
Порер заузима маркантан положај у отвореном мору око 1 миљу југозападно од рта Камењака. Оствце пречника 80 m је стеновик гребен који стрши изнад морског нивоа. Године 1846. на њему је изграђњен светионик висок 35 m.
Светионик је камени ступ висок 31 метар постављен на врху стамбене куће. Из поморске карте се види да светионик одашиље светлосни сигнал B Bl(3) 15 с. Домет главног светла је 25 mi (40 km), а резервног 12 mi (19 km). Светионик осим светлосних одашиље и звучни сигнал сваке 42 секунде огласи се сирена. Домет звучнога сигнала је 2 mi (3,2 km).
Светионик на Пореру има још једну додатну функцију. У случају да светионик на плићаку Албанежу који се налази око 2 km југозападно од Порера не ради, на светионику Пореру гори још једно помоћно светло које шаље светлосни сигнал са дометом 7 до 11 mi (18 km).
Море око острвца је богато рибама, удаљено од цивилизације. На каменом приземљу зграде, која се може изнајмити за одмор, постоји бетонирано двориште. Због јаких морских струја, које при јаком ветру, који достиже брзину до три чвора не препоручује се купање.